# Atypena
Genre
Synonymes
- Paranasoona Heimer, 1984
- Diplophrys Millidge, 1995 nec Barker, 1868
- Millplophrys Platnick, 1998

Atypena est un genre d'araignées aranéomorphes de la famille des Linyphiidae.

## Distribution
Les espèces de ce genre se rencontrent en Asie du Sud-Est, en Asie du Sud et en Asie de l'Est.

## Liste des espèces
Selon World Spider Catalog (version 24, 27/01/2023) :
- Atypena acutalis Irfan, Zhang & Peng, 2022
- Atypena adelinae Barrion & Litsinger, 1995
- Atypena cirrifrons (Heimer, 1984)
- Atypena cracatoa (Millidge, 1995)
- Atypena ellioti Jocqué, 1983
- Atypena formosana (Oi, 1977)
- Atypena pallida (Millidge, 1995)
- Atypena simoni Jocqué, 1983
- Atypena superciliosa Simon, 1894
- Atypena thailandica Barrion & Litsinger, 1995

## Systématique et taxinomie
Ce genre a été décrit par Simon en 1894.
Paranasoona et Diplophrys Millidge, 1995, préoccupé par  Diplophrys Barker, 1868, remplacé par Millplophrys par Platnick en 1998 ont été placés en synonymie par Tanasevitch en 2014.

## Publication originale
- Simon, 1894 : Histoire naturelle des araignées. Paris, vol. 1, p. 489-760 (texte intégral).